# Sporting Clube Hamburg
Der Sporting Clube de Hamburgo von 1983 e. V. ist ein deutscher Fußballverein mit Sitz in der Stadt Hamburg.

## Geschichte
Der Verein wurde im Jahr 1983 gegründet. Zur Saison 1997/98 stieg die erste Frauen-Mannschaft in die Regionalliga Nord auf. Mit sieben Punkten konnte man durch den Rückzug des Schmalfelder SV nach dieser Saison die Klasse über den vorletzten Platz sogar noch halten, obwohl man mit 107 erhaltenen Gegentoren einen Negativrekord aufstellte. Während der Saison 1998/99 zog der Verein seine Mannschaft dann aber endgültig zurück.
Anfang der 2000er Jahre gab es noch eine B-Juniorinnen-Mannschaft, welche zur Saison 2005/06 in eine neue erste Frauen-Mannschaft innerhalb einer 7er-Sonderspielklasse überging. Diese wurde nach der Folgesaison aber auch schon wieder Geschichte.
Bis zur Saison 2020/21 bestand noch eine Männer-Mannschaft, welche in der Kreisliga 4 und um dem Hamburger Pokal spielte. Die Mannschaft erscheint jedoch nicht mehr in der Tabelle der Spielzeit 2021/22. Im Pokal trat die Mannschaft ihre Partie in der ersten Runde auch nicht an, womit sie als 0:3-Niederlage gewertet wurde. Mittlerweile existiert nur noch eine alte Herren-Mannschaft.